# Cerkiew Wszystkich Świętych w Bobolicach
Cerkiew pod wezwaniem Wszystkich Świętych – prawosławna cerkiew parafialna w Bobolicach. Należy do dekanatu Koszalin diecezji wrocławsko-szczecińskiej Polskiego Autokefalicznego Kościoła Prawosławnego.
Świątynia zlokalizowana jest przy ulicy Pocztowej.
Mieści się w dawnym kościele staroluterskim, murowanym, krytym dachówką, pochodzącym z 1902. Wewnątrz cerkwi znajduje się współczesny ikonostas.
W 2019 r. rozpoczęto remont świątyni.
Cerkiew wpisano do rejestru zabytków 16 sierpnia 2007 pod nr A-323.